# Замок Італ
Замок Італ (англ. Etal Castle) — руїни англійського замку XII ст. Все, що залишилося від фортеці сьогодні, це зруйнований 4-х поверховий донжон, в'їзна брама, кутова вежа та декілька секцій зовнішньої стіни.

## Розташування
Замок Італ знаходиться біля села Італ на півночі Англії в графстві Нортумберленд недалеко від південних кордонів Шотландії.

## Історія замку
Італ був заснований в XII ст. сім'єю Маннерс. Спочатку замок Італ був 3-ох поверхової житлової вежею, що належала Роберту Маннерсу. 1341 року Роберт де Маннерс отримав дозвіл присвоїти своєму манору статус замку. Роберт був відомим у всьому Нортумберленд лікарем, тому замок став центром паломництва для хворих, які бажають отримати медичну допомогу. Крім того він вперше переклав англійською трактат про лікування Taqwim es-sihha, автором якого був арабський медик XI ст. Ібн Ботлан.

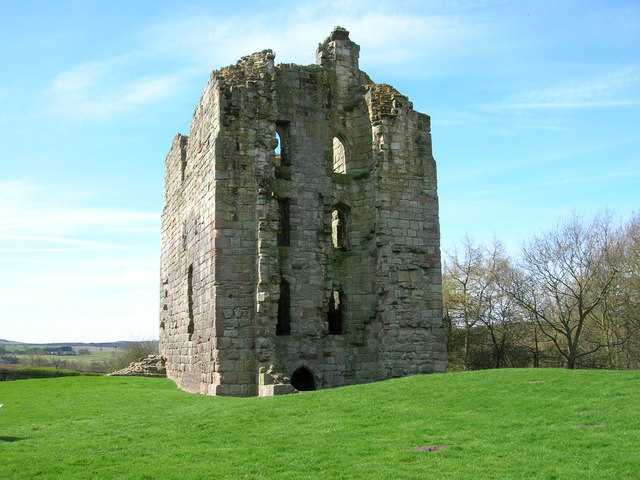
Донжон

Оскільки замок розташовуваний на кордоні з Шотландією, ймовірність нападу з її боку була досить висока. У 1341 році Роберту Маннерсу була надана Королівська ліцензія на зміцнення свого маєтку. Він розмістив нові будівлі у прямокутному дворі, захищеному зовнішньою стіною та прилаштував до веж ще один поверх. Знадобилося 15 років, щоб повністю завершити всю намічену роботу по зміцненню замку.
Маннерси ворогували з Геронами, мешканцями прикордонного замку Форд. У 1428 року сер Вільям Герон скоїв наїзд на Італ, під час якого був убитий. Коли у 1495 році Джордж Меннерс успадкував титул барона Роса, по материнській лінії, замок перестав бути головним місцем проживання сім'ї Маннерс, і був зайнятий сім'єю Колінвуд (англ. Collingwood), яка орендувала його у Маннерсів.
У 1513 армія шотландців під проводом короля Якова IV вторглася на територію Англії та захопила, в числі інших фортець, замок Італ. У серпні того ж року шотландці були розгромлені в битві при Флоддені, під час якої Яків IV був убитий. Замок був звільнений і потім використовувався як місце зберігання захопленої шотландської артилерії.
У 1547 році замок Італ був переданий Томасом Меннерсом, графом Ратленд у власність Корони, в обмін на іншу нерухомість. Замок зазнав руйнувань під час Англо-шотландських війн. До 1603 року замок використовувався для квартирування прикордонних військ, але потім втратив своє військове значення і незабаром перейшла в приватну власність. У наступні століття замок Італ змінив ще кількох власників і до XVIII століття, став абсолютно непридатний для житла.
У 1908 році замок Італ та сусідній маєток Форд були куплені Джеймсом Джойсі (англ. James Joicey), 1-им бароном Джойсі. Маєток все ще належить родині Джойсі, але тепер управляється організацією «Англійська спадщина» як пам'ятка архітектури, і відкритий для громадськості з кінця березня до кінця вересня.

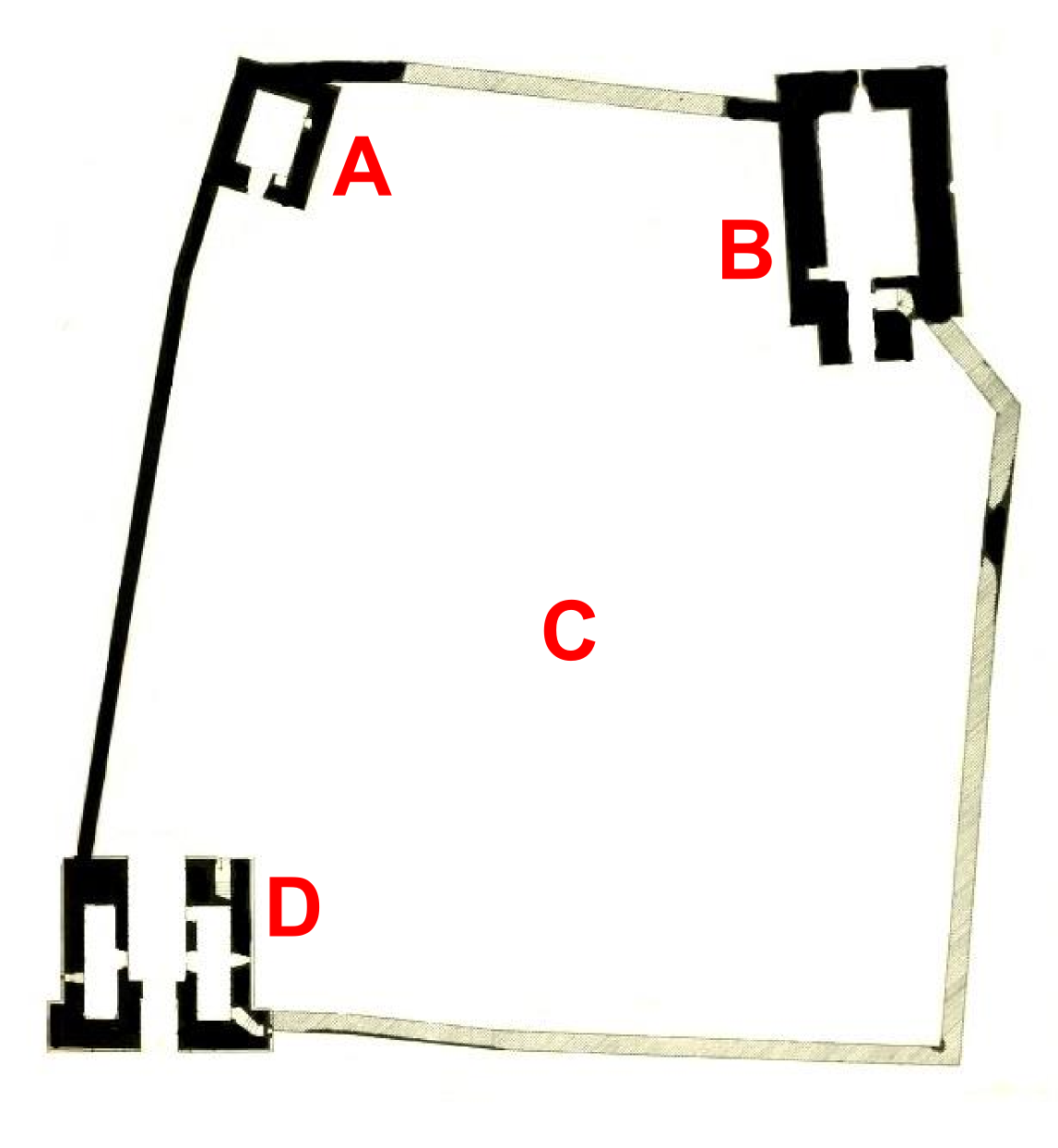
План замку: А — кутова вежа; B — донжон; C — подвір'я; D — в'їзна брама

## Архітектура
Замок прямокутної форми 55 × 49 м, захищений муром, 1,37 м завтовшки. У дверях донжона були встановлені ґрати, які опускалися. Більша частина стіни тепер зруйнована.
Донжон має прямокутну форму 5,33 на 2,39 м, стіни двометрової товщини і 4 яруси у висоту. На кожному поверсі були гвинтові сходи та по дві кімнати. Перший поверх використовувався як комора, на другому і третьому розташовувалися житлові приміщення. Верхній поверх будівлі ймовірно використовувався охороною.
По обидва боки в'їзної брами знаходяться дві двоповерхові вежі. На вході брами був підйомний міст. У вежах обабіч брами знаходилися вартові приміщення.
Кутова вежа прямокутної форми 4,3 на 3,20 м.
Зовнішня стіна замку спочатку була дерев'яною, але коли король Едвард III наказав зміцнити оборону замку, на її місці звели кам'яну стіну. Стайні, кухні, приміщення для прислуги та інші допоміжні будівлі були розташовані всередині зовнішньої стіни замку. Жодна з цих будівель не збереглась, хоча їх фундаменти проглядаються під ґрунтом.